# Kestrel (empresa)
Kestrel é um fabricante de bicicleta estadounidense, com sede em Santa Cruz (Califórnia), especializada em bikes para triatlon, ciclismo de estrada e mountain biking.
A marca de quadros de bicicleta Kestrel esta presente no Triathlon desde 1986. Ela foi a empresa pioneira no ramo do ciclismo a inovar e incluir o material fibra de carbono na confecção dos framesets (quadros-garfos-canotes).
Nos dias atuais, a marca Kestrel esta muito presente e patrocina atletas de renome como o americano Andy Poots que tem em seu curriculo quatro vitórias na distância Ironman, além de quatro participações no Ironman Hawaí, além de vitórias em provas como Fuga de Alcatraz e vitórias em competições de 70.3 Ironman.